# Запись SOA
SOA-записи — это тип ресурсных записей в системе доменных имен (DNS), содержащий административную информацию о зоне, особенно касающуюся передачи зон . Формат записи SOA указан в RFC 1035. 

## Информация
Как правило, серверы имен DNS объединяются в кластеры. База данных каждого кластера синхронизируется посредством передачи зон. Запись SOA для зоны содержит данные для управления передачей зоны. Это серийный номер и различные временные интервалы.
SOA-запись также содержит адрес электронной почты лица, ответственного за эту зону, а также имя основного (master) сервера имен. Обычно SOA-запись располагается в начале зоны. Зона без SOA-записи не соответствует стандарту, требуемому RFC. 1035.

## Структура
NAME
Название зоны. @ — это сокращение для сопоставления с предыдущей записью в синтаксисе BIND .
CLASS
Класс зоны
TYPE
SOA, аббревиатура для Start of Authority
TTL
Время жизни
MNAME
Основной (master) сервер имен для этой зоны
RNAME
Адрес электронной почты администратора, ответственного за эту зону. Вместо символа "@" почтовый адрес отделяется от домена символом "." (к примеру, administrator@example.com будет записан как administrator.example.com.)
SERIAL
Серийный номер для этой зоны. Если вторичный сервер имен, подчиненный данному серверу, заметит увеличение серийного номера, подчиненный сервер предположит, что зона была обновлена, и инициирует передачу зоны .
REFRESH
Количество секунд, по истечении которых вторичные серверы имен должны запрашивать у главного сервера запись SOA для обнаружения изменений зоны. Рекомендация для небольших и стабильных зон:  86 400 секунд (24 часа).
RETRY
Количество секунд, по истечении которых вторичные серверы имен должны повторить попытку запроса серийного номера у главного сервера, если главный сервер не отвечает. Он должен быть меньше, чем Refresh . Рекомендация для небольших и стабильных зон:  7200 секунд (2 часа).
EXPIRE
Количество секунд, по истечении которых вторичные серверы имен должны прекратить отвечать на запросы для этой зоны, если главный сервер не отвечает. Это значение должно быть больше суммы Refresh и Retry . Рекомендация для небольших и стабильных зон:  3 600 000 секунд ( 1000 часов).
MINIMUM
Используется при расчете времени жизни для целей отрицательного кэширования(negative caching) . Авторитетные серверы имен берут меньшее из значений SOA TTL и SOA MINIMUM для ответа в качестве SOA TTL в отрицательных ответах. Резолверы используют полученный SOA TTL, чтобы понять, как долго им разрешено кэшировать отрицательный ответ. Рекомендация для небольших и стабильных зон:  172 800 секунд (2 дня). Первоначально это поле имело значение минимального значения TTL для записей ресурсов в этой зоне; его текущее значение было изменено в RFC 2308. 

## Образец записи SOA
Пример записи SOA для example.org в синтаксисе BIND .
```
$TTL
 
86400

@
   
IN
  
SOA
     
ns.icann.org.
 
noc.dns.icann.org.
 
(

        2020080302
  
;Serial

        7200
        
;Refresh

        3600
        
;Retry

        1209600
     
;Expire

        3600
        
;Negative response caching TTL

)

```

## Изменения серийного номера
Для обновления поля SERIAL SOA-записи зоны определено несколько методов:
- Серийный номер начинается с 1 и увеличивается при каждом изменении зоны.
- Серийный номер содержит дату последнего изменения (в базовом формате ISO 8601 ), за которой следует двузначный счетчик. Например, пятое изменение, внесенное 14 марта 2025 года (14.03.2025 в ISO 8601 ), будет иметь серийный номер 2025031404. Этот метод рекомендован в RFC 1912. [5]
- Серийный номер — это время последнего изменения файла данных зоны, выраженное в виде количества секунд с начала эпохи UNIX . Этот метод используется по умолчанию в пакете djbdns [6] .